# The Independent
A The Independent (angolul am. független) egy 1986-ban alapított brit napilap, melynek tulajdonosa Tony O'Reilly ír üzletember. A lap 2016-ban jelent meg utoljára nyomtatásban, azóta csak az interneten érhető el.
A napilap 2003-ban a bevételek fellendítésének érdekében az intellektuális napilapokra jellemző broadsheet formátum helyett kisebb, a bulvársajtó által preferált úgynevezett kompakt vagy tabloid méretre váltott. Az ír Independent News & Media (INM) cégtől 2010-ben megvásárolta az Evening Standard tulajdonosa, Alekszander Lebegyev orosz milliárdos.
2016. február 16-án bejelentették, hogy a The Independent és vasárnapi testvérlapja a Sunday március végétől csak digitális formában fog megjelenni. A The Independent on Sunday utolsó nyomtatott száma 2016. március 20-án jelent meg, míg maga a The Independent a következő szombaton, 2016. március 26-án.